# Puliciphora russellsmithi
Puliciphora russellsmithi är en tvåvingeart som beskrevs av Ronald Henry Lambert Disney 2002. Puliciphora russellsmithi ingår i släktet Puliciphora och familjen puckelflugor.
Artens utbredningsområde är Nigeria. Inga underarter finns listade i Catalogue of Life.